# Herbert Hauschild (Grafiker)
Herbert Hauschild (* 1889 in Stolpen; † 1968 in Leipzig) war ein deutscher Grafiker und Typograf.

## Leben und Werk
Hauschild studierte von 1910 bis 1915 Kunstwissenschaften an der Universität Leipzig und daneben von 1911 bis 1915 an der Akademie für Grafik und Buchkunst. 1915 promovierte er mit dem Thema „Der Innenraum der Ulmer Tafelmalerei des 15. Jahrhunderts. Ein Beitrag zur Entwicklungsgeschichte des Raumproblems“ zum Dr. phil.
Von 1916 bis 1919 nahm er als Sanitätsgefreiter am Ersten Weltkrieg teil.
Ab 1920 war Hauschild Lehrer und bis 1936 Direktor mit dem Titel eines Gewerbestudiendirektors an der Buchdruckerlehranstalt des Vereins Leipziger Buchdruckereibesitzer.
Hauschild war Mitglied des Reichsverbands Bildender Künstler Deutschlands und in der Zeit des Nationalsozialismus der Reichskammer der bildenden Künste.
Er war vor allem Grafiker und Typograf und machte u. a. für Buchverlage buchgestalterische Arbeiten. Außerdem betätigte er sich als freier Grafiker, vor allem als Holzschneider, und Bildnismaler.
Von 1943 bis 1946 war er Dozent für Kunstgeschichte an der Akademie für Grafik und Buchkunst. Das Leipziger Adressbuch verzeichnete ihn 1943 als Dr. phil. In der Pölitzstraße 9. Von 1948 bis 1965 unterhielt er dort mit seiner Frau Johanna Hauschild eine private künstlerische Ausbildungsstätte, die u. a. von Eberhard Hertwig, Erich Kissing, Horst Räcke und Ursula Walch besucht wurde. Kissing berichtete, dass man für 2 × 3 Stunden in der Woche 20 Mark im Monat bezahlte.
Außerdem war Hauschild Dozent an der Evangelischen Akademie Wittenberg. Sein wichtigstes Fachgebiet war die Schriftgestaltung, wozu er auch Fachliteratur publizierte.

## Werke (Auswahl)

### Buchgestaltung

#### Illustrationen
- Ernst Preczang: Der leuchtende Baum und andere Novellen. Büchergilde Gutenberg, Leipzig, 1925 (Holzschnitte)
- Hans Povisen: Julie Pandum. Büchergilde Gutenberg, Berlin, 1928 (10 Holzschnitte)
- Johann Komáromi: Teri. Büchergilde Gutenberg, Berlin, 1929 (14 Holzschnitte)
- Kristmann Gudmundsson: Das Brautkleid. Büchergilde Gutenberg, Berlin, 1930 (Holzschnitte)

#### Weitere buchgestalterische Arbeiten
- Jakob Schaffner: Die Weisheit der Liebe. Grethlein-Verlag, Leipzig, 1919 (Einband- und Titelgestaltung)
- Walter Bloem: Gottesferne. 1. Band. Grethlein-Verlag, Leipzig, Zürich, 1920 (Einband-, Titel- und Vorsatz-Gestaltung)
- Georg Engel: Claus Störtebecker. Union deutsche Verlagsgesellschaft, Stuttgart, 1922 (Einband- und Titelgestaltung)

### Fachpublikationen
- Die Schrift. Entwicklung. Schreiben. Zeichnen. Skizzieren von Schriften. Entwerfen mit Schriften für Angehörige der graphischen Industrie und anderer schriftverwendender Berufe. Band I: Die Grund- und Leitschriften. Fachbuchverlag, Leipzig, 1951; Band II 1957
- Mit Johanna Hauschild: Naturstudien. Anregungen zum Zeichnen für Beruf und Freizeit. Verlag Die Wirtschaft, Berlin, 1956
- Die Grund- und Leitschriften. Leipzig Fachbuchverlag, 1958
- Mit Gerhard Wahrig. Alfred Ernst, und Günter Kaltofen: Kleine Enzyklopädie Sprache Schrift Buchwesen Presse Funk. Verlag Enzyklopädie Leipzig, 1959

## Weblink
- https://www.mehlis.eu/de/catalogs/11524/item/4137/

| Personendaten    | Personendaten                   |
| ---------------- | ------------------------------- |
| NAME             | Hauschild, Herbert              |
| KURZBESCHREIBUNG | deutscher Grafiker und Typograf |
| GEBURTSDATUM     | 1889                            |
| GEBURTSORT       | Stolpen                         |
| STERBEDATUM      | 1968                            |
| STERBEORT        | Leipzig                         |